# Торбоусти
Торбоустите (Saccopharyngiformes) са разред животни от клас Актиноптери (Actinopteri).

## Семейства
- Подразред Cyematoidei
  - Cyematidae
- Подразред Saccopharyngoidei
  - Eurypharyngidae – Пеликанови голямоусти
  - Monognathidae
  - Saccopharyngidae
  - Neocyematidae